# Temporada da Indy Lights de 2017
A Temporada da Indy Lights de 2017 foi a trigésima-primeira da história da categoria e a décima-quinta sancionada pela IndyCar. Teve como campeão Kyle Kaiser, da Juncos Racing. Colton Herta, da Andretti Steinbrenner Racing, conquistou o prêmio de rookie do ano.
No Brasil, a categoria foi transmitida pela BandSports nos moldes da transmissão americana feita pela NBCSN. Foram transmitidas todas etapas da temporada 2017, sendo as corridas de rodada dupla, um resumo da primeira corrida e a segunda corrida completa.

## Equipes e pilotos
| Equipe                                          | No. | Pilotos               | Corridas |
| ----------------------------------------------- | --- | --------------------- | -------- |
| Andretti Autosport Andretti Steinbrenner Racing | 27  | Nico Jamin            | Todas    |
| Andretti Autosport Andretti Steinbrenner Racing | 28  | Dalton Kellett        | Todas    |
| Andretti Autosport Andretti Steinbrenner Racing | 48  | Ryan Norman           | Todas    |
| Andretti Autosport Andretti Steinbrenner Racing | 98  | Colton Herta          | Todas    |
| Belardi Auto Racing                             | 5   | Santiago Urrutia      | Todas    |
| Belardi Auto Racing                             | 9   | Aaron Telitz          | Todas    |
| Belardi Auto Racing                             | 51  | Shelby Blackstock     | Todas    |
| Belardi Auto Racing                             | 84  | Chad Boat             | 15       |
| Carlin                                          | 11  | Garth Rickards        | Todas    |
| Carlin                                          | 13  | Zachary Claman DeMelo | Todas    |
| Carlin                                          | 22  | Neil Alberico         | Todas    |
| Carlin                                          | 26  | Matheus Leist         | Todas    |
| Juncos Racing                                   | 18  | Kyle Kaiser           | Todas    |
| Juncos Racing                                   | 31  | Nicolas Dapero        | Todas    |
| Team Pelfrey                                    | 2   | Juan Piedrahita       | Todas    |
| Team Pelfrey                                    | 3   | Patricio O'Ward       | 1–4      |

## Classificação
Sistema de pontuação
| Posição | 1º | 2º | 3º | 4º | 5º | 6º | 7º | 8º | 9º | 10º | 11º | 12º | 13º | 14º | 15º | 16º | 17º | 18º | 19º | 20º |
| Pontos  | 30 | 25 | 22 | 19 | 17 | 15 | 14 | 13 | 12 | 11  | 10  | 9   | 8   | 7   | 6   | 5   | 4   | 3   | 2   | 1   |

- O piloto que larga na pole-position ganha um ponto extra.
- O piloto que liderar o maior número de voltas também recebe um ponto de bonificação.
- O piloto que marcar a volta mais rápida da prova também ganha um ponto extra.

| Pos. | Piloto                | STP | STP | ALA | ALA | IND | IND | INDY | RDA | RDA | IOW | TOR | TOR | MOH | MOH | GAT | WGL | Pts  |
| ---- | --------------------- | --- | --- | --- | --- | --- | --- | ---- | --- | --- | --- | --- | --- | --- | --- | --- | --- | ---- |
| 1    | Kyle Kaiser           | 6   | 4   | 2   | 2   | 3   | 1*  | 9    | 3   | 2   | 5   | 1*  | 1   | 12  | 12  | 4   | 7   | 330  |
| 2    | Santiago Urrutia      | 13  | 2   | 15  | 13  | 7   | 2   | 5    | 2   | 11  | 2   | 3   | 11  | 1*  | 2   | 1   | 2   | 310  |
| 3    | Colton Herta          | 2   | 1*  | 10  | 1*  | 12  | 10  | 13   | 12  | 3   | 4   | 4   | 10* | 2   | 6   | 3   | 3   | 300  |
| 4    | Matheus Leist         | 15  | 11  | 4   | 7   | 5   | 3   | 1*   | 1*  | 4   | 1*  | 13  | 5   | 11  | 10  | 10  | 4   | 279  |
| 5    | Zachary Claman DeMelo | 8   | 7   | 5   | 14  | 2   | 11  | 6    | 10  | 1*  | 6   | 2   | 3   | 5   | 4   | 6   | 6   | 274  |
| 6    | Aaron Telitz          | 1*  | 5   | 13  | 5   | 6   | 13  | 2    | 11  | 5   | 9   | 5   | 2   | 8   | 5   | 15  | 1*  | 271  |
| 7    | Nico Jamin            | 7   | 14  | 1*  | 3   | 1*  | 4   | 10   | 6   | 14  | 7   | 14  | 12  | 3   | 1*  | 11  | 5   | 269  |
| 8    | Neil Alberico         | 3   | 15  | 3   | 4   | 4   | 6   | 4    | 7   | 8   | 11  | 8   | 14  | 6   | 9   | 12  | 11  | 225  |
| 9    | Juan Piedrahita       | 14  | 10  | 11  | 11  | DNS | 5   | 8    | 5   | 10  | 10  | 6   | 4   | 10  | 11  | 2*  | 9   | 208  |
| 10   | Shelby Blackstock     | 4   | 6   | 7   | 8   | 9   | 14  | 11   | 8   | 6   | 13  | 11  | 13  | 4   | 3   | 9   | 12  | 207  |
| 11   | Ryan Norman           | 10  | 9   | 12  | 9   | 8   | 7   | 14   | 4   | 7   | 8   | 10  | 6   | 9   | 7   | 8   | 10  | 200  |
| 12   | Dalton Kellett        | 12  | 12  | 6   | 10  | 13  | 9   | 3    | 9   | 9   | 3   | 12  | 9   | 7   | 13  | 7   | 13  | 198  |
| 13   | Nicolas Dapero        | 9   | 8   | 9   | 6   | 11  | 8   | 12   | 14  | 12  | 12  | 7   | 7   | 14  | 8   | 5   | 8   | 187  |
| 14   | Garth Rickards        | 11  | 13  | 14  | 12  | 10  | 12  | 7    | 13  | 13  | 13  | 9   | 8   | 13  | 14  | 13  | DNS | 146  |
| 15   | Patricio O'Ward       | 5   | 3   | 8   | 15  |     |     |      |     |     |     |     |     |     |     |     |     | 58   |
| 16   | Chad Boat             |     |     |     |     |     |     |      |     |     |     |     |     |     |     | 14  |     | 7    |
| Pos. | Piloto                | STP | STP | ALA | ALA | IND | IND | INDY | RDA | RDA | IOW | TOR | TOR | MOH | MOH | GAT | WGL | Pts. |

| Cor         | Resultado                       |
| ----------- | ------------------------------- |
| Ouro        | Vencedor                        |
| Prata       | 2º lugar                        |
| Bronze      | 3º lugar                        |
| Verde       | Entre 4º e 5º lugar             |
| Azul-claro  | Entre 6º e 10º lugar            |
| Azul-escuro | Fora do Top-10                  |
| Roxo        | Não completou a corrida         |
| Vermelho    | Não-classificado (DNQ)          |
| Marrom      | Desistiu (Wth)                  |
| Preto       | Desclassificado (DSQ)           |
| Branco      | Não largou (DNS)                |
|             | Não participou da corrida (DNP) |
|             |                                 |

| In-line notation |                                                |
| Negrito          | Pole position (1 ponto)                        |
| Itálico          | Volta mais rápida (1 ponto)                    |
| *                | Liderou o maior número de voltas (1 ponto)     |
| 1                | Treino cancelado Pontuação extra não atribuída |
| Rookie           |                                                |

| Cor         | Resultado                       |
| ----------- | ------------------------------- |
| Ouro        | Vencedor                        |
| Prata       | 2º lugar                        |
| Bronze      | 3º lugar                        |
| Verde       | Entre 4º e 5º lugar             |
| Azul-claro  | Entre 6º e 10º lugar            |
| Azul-escuro | Fora do Top-10                  |
| Roxo        | Não completou a corrida         |
| Vermelho    | Não-classificado (DNQ)          |
| Marrom      | Desistiu (Wth)                  |
| Preto       | Desclassificado (DSQ)           |
| Branco      | Não largou (DNS)                |
|             | Não participou da corrida (DNP) |
|             |                                 |

| In-line notation |                                                |
| Negrito          | Pole position (1 ponto)                        |
| Itálico          | Volta mais rápida (1 ponto)                    |
| *                | Liderou o maior número de voltas (1 ponto)     |
| 1                | Treino cancelado Pontuação extra não atribuída |
| Rookie           |                                                |